# Luristan
Luristan, Loristan, Lorestan oder Lurestan (persisch استان لرستان Ostān-e Luristān, ‚Land der Luren‘) ist eine der 31 Provinzen Irans und liegt südwestlich des Zagrosgebirges. Die Hauptstadt ist Chorramabad, in der sich auch die sassanidische Burg Falak-ol-Aflak befindet. Auf 28.294 Quadratkilometer leben 1.760.649 Menschen (Volkszählung 2016), was einer Bevölkerungsdichte von 62 Einwohner pro Quadratkilometer entspricht. Die größeren Städte sind Aligudarz, Azna, Borudscherd, Chorramabad, Dorud, Kuhdascht, Nurabad, Pol-e Dochtar und Selseleh. Die einheimische Bevölkerung ist das Volk der Luren.
Lorestan liegt nahe der Grenze zum Irak. Lorestan liegt in einem malerischen Tal, umgeben von Bergen, etwa 100 Kilometer östlich der Grenze zum Irak.

## Geographie

### Lage

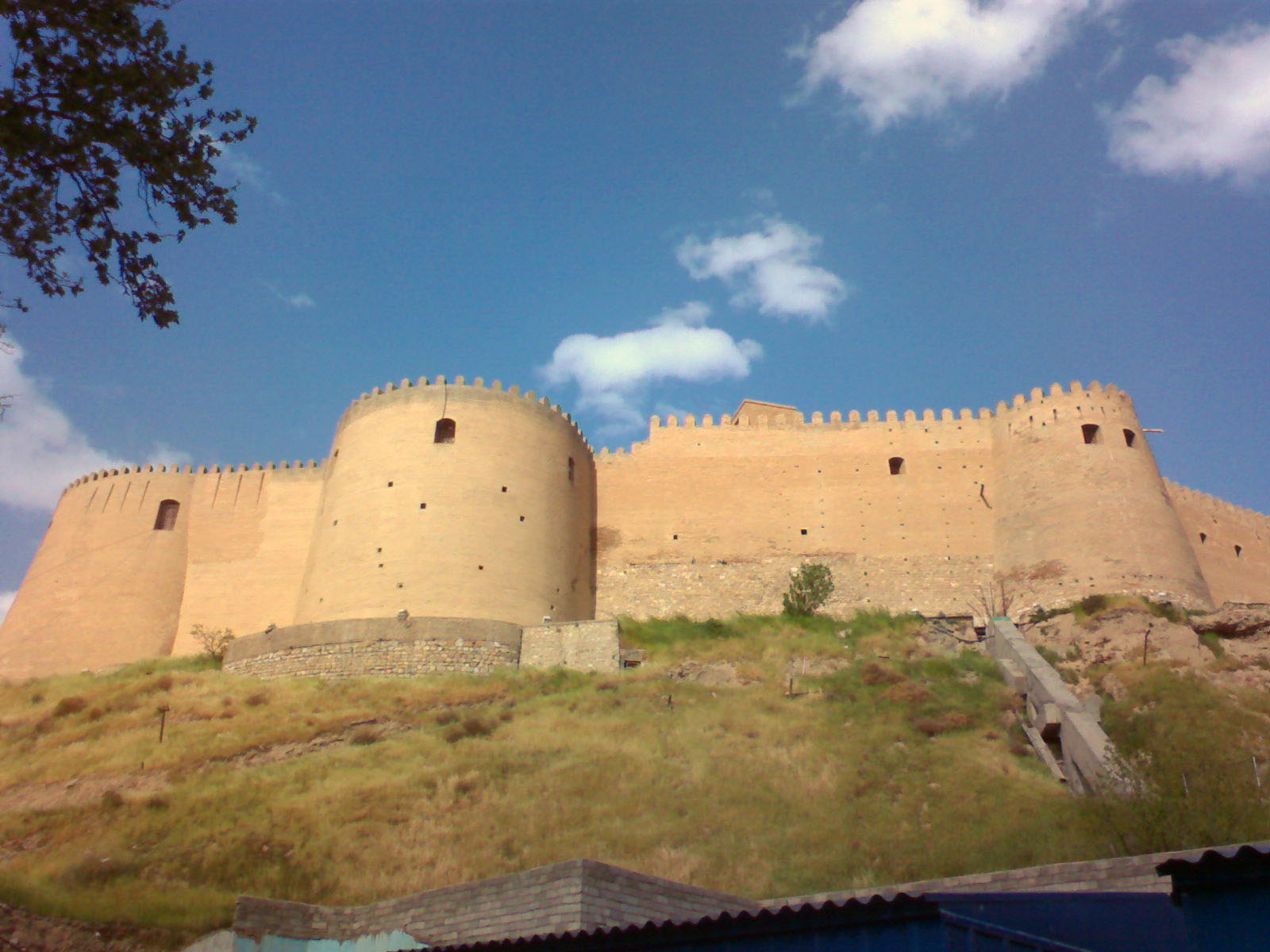
Falak-ol-Aflak

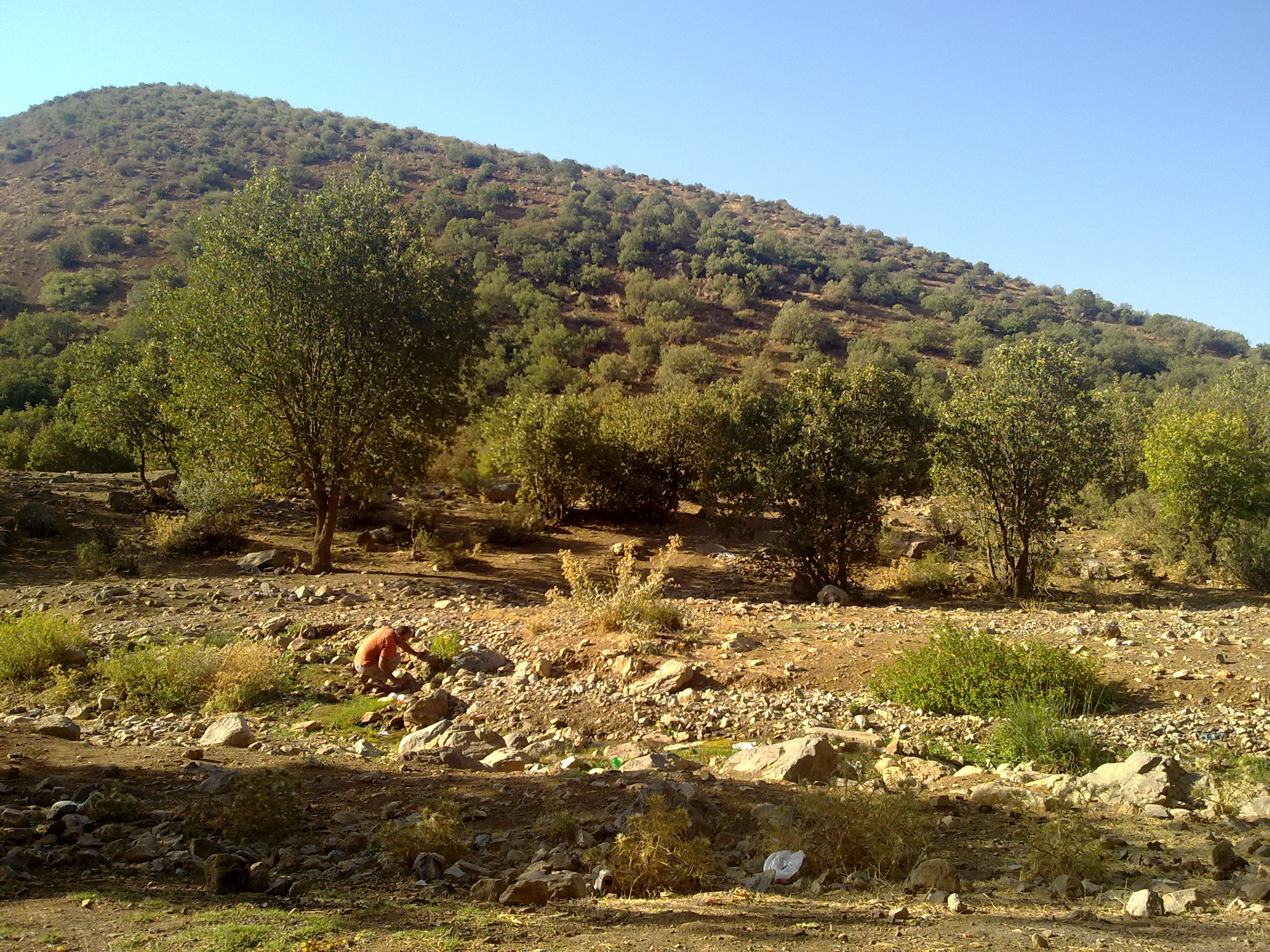
Gebirgslandschaft Kahman-Alashtar (Luristan)

Luristan befindet sich in West-Iran und ist in der Nordwest-Südost-Ausdehnung 640 km lang und zwischen 160 und 180 km breit. Das Gebiet ist sehr gebirgig. Der Zagros zieht sich von Nordwesten nach Südosten quer durch Luristan. Der höchste Gipfel ist der Oschtoran Kuh mit 4050 m und die niedrigsten Täler liegen auf 500 m Höhe. Im Süden grenzt Lorestan an Chuzestan.
Wichtige Flüsse Irans entspringen hier im Gebirge: der Zayandeh Rud, Dscharahi, Karun, Dix, Abi und der Karkheh. Es gibt viele fruchtbare Felder und Hügel. In Gewässernähe findet sich die  Lorestan-Kröte (Bufotes luristanicus). Sie lebt endemisch am südwestlichen Hangfuß des Zāgros-Gebirge in Iran, an der Grenze zum Irak.

### Verwaltungsgliederung
Lorestan gliedert sich in elf Landkreise:
- Aligudarz
- Azna
- Borudscherd
- Chorramabad
- Delfan
- Dorud
- Doureh
- Kuhdasht
- Pol-e Dochtar
- Rumeschkhan
- Selseleh

### Klima
Vorherrschendes Klima ist ein humides Kontinentalklima. In Chorramabad fallen im Durchschnitt 530 mm Niederschlag pro Jahr und in den Bergen bis zu 1270 mm. Die Monate Juni bis September sind meist trocken. Die Temperaturen liegen zwischen 12 und 32 °C in Chorramabad im Sommer sowie im Winter zwischen −2 und 8 °C.

## Geschichte
Luristan ist eine der ältesten Regionen Irans und ist größer als die heutige Provinz Lorestan. Es gibt hier seit dem 3. und dem 4. Jahrtausend v. Chr. Siedlungen. Die Bergregion im Zentrum des Zagros-Gebirges war erst unter der Herrschaft der Sumerer, dann der Elamiter, bis die Perser um 600 v. Chr. hierhin einwanderten. Luristan gehörte dann zu den Perserreichen der Achämeniden, der Parther und der Sassaniden.
Im Jahr 660 n. Chr. eroberten die Araber diese Region und später kam sie wieder unter die Herrschaft der Perser. Die heutigen Bewohner der Provinz sind größtenteils Luren, von denen man annimmt, dass sie aus der Gegend des Kaspischen Meeres einwanderten. Des Weiteren leben noch Bachtiaren und Kurden hier. Vom 12. bis zum 15./16. Jahrhundert herrschten hier die kurdischen Atabegs von Luristan.
In Nordost-Luristan befindet sich, nordwestlich von Nehawand, die archäologische Fundstätte Tepe Giyan, unter anderem mit der als „Nihavand-Ware“ bezeichneten charakteristischen Keramik.
Ab 1928 gelangten sogenannte Luristan-Bronzen aus zahlreichen Raubgrabungen, auch in Tepe Giyan, in den europäischen und US-amerikanischen Kunst- bzw. Antikenhandel. Die ältesten „Luristan-Bronzen“ aus dem Gebiet von Poscht-e Kuh stammen, zufolge Ausgrabungen zwischen 1969 und 1979, aus der Zeit um 2500 v. Chr., die jüngsten aus der Eisenzeit. Einige „Luristan-Bronzen“ fanden sich auch im aus mehreren Hügeln bestehenden Baba Dschan im östlichen Teil Luristans südwestlich von Nehawand.

## Persönlichkeiten
- Hossein Borudscherdi (1875–1961), schiitischer Geistlicher
- Mehdi Karrubi (* 1937), Politiker und schiitischer Kleriker
- Nasrollah Kasraian (* 1944), Fotograf

## Weiterführende Literatur
- C. Goff Meade: Lūristān in the First Half of the First Millenium B. C. In: Iran. Band 6, 1968, S. 105–155.
- Peter Roger Stuart Moorey: Towards a Chronology for the Lūristān Bronzes. In: Iran. Band 9, 1971, S. 113–129.
- Johannes A. H. Potratz}: Das „Kampfmotiv“ in der Luristankunst. Darstellungen einer Mondgötting in Luristan. In: Orientalia. Band 21, Nr. 1, 1952, S. 13–36 mit Tafel I–XX.
- Erich F. Schmidt, M. N. van Loon, H. H. Curvers: The Holmes Expeditions to Luristan (= Oriental Institute Publications. Band 108). 2 Bände. Chicago 1989.